# Superaglomerado de galáxias

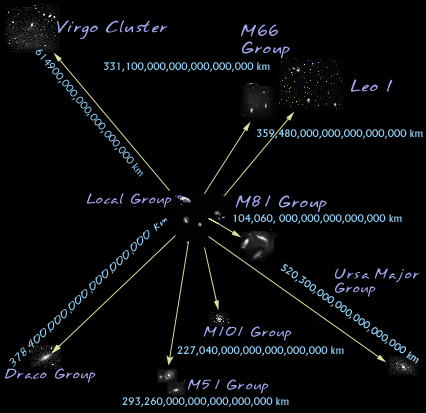
O Superaglomerado Local

Em astronomia, um superaglomerado de galáxias, ou superenxames de galáxias, é uma estrutura cósmica formada por um conjunto de aglomerados de galáxias menores gravitacionalmente reunidas, formando uma das maiores estruturas conhecida do cosmo, demonstrado em 1953 pelo astrônomo francês Gérard de Vaucouleurs (1918-1995). Após a tese de poder existir estruturas ainda maiores no Universo que os aglomerados.
A maioria dos superaglomerados tem milhões de anos-luz de diâmetro e contém milhares de galáxias, que normalmente estendem-se por mais de 500 milhões de anos-luz (enquanto grupos locais estendem-se por mais de 10 milhões de anos-luz).
A existência de superaglomerados indica que as galáxias no Universo não estão uniformemente distribuídas, mas que a maioria delas se organiza em grupos e aglomerados, cada grupo contendo cerca de 50 galáxias e cada aglomerado, vários milhares. Acredita-se que o número total de superaglomerados no universo observável esteja estimado em torno de 10 milhões.
Em Fevereiro de 2016, foi descoberto o BOSS Great Wall, um grupo de superaglomerados de galáxias que pode ser reconhecido como a maior estrutura já encontrada no Universo até o momento. No entanto, a definição de aglomerados e estruturas singulares ainda é motivo de debate na Astronomia. A galáxia Via Láctea faz parte do superaglomerado Laniakea (em havaiano: “céu imensurável”).

## Lista de superaglomerados
Lista de aglomerados classificados conforme distância:
| Superaglomerado de galáxias                          | Dados                                                                                | Notas |
| ---------------------------------------------------- | ------------------------------------------------------------------------------------ | --- |
| Laniakea                                             | - z = 0.000 - Comprimento = 153 Mpc (500 milhões de anos-luz)                        | O Laniakea é o superaglomerado que contém o aglomerado de Virgem, Grupo Local, e por extensão no último, nossa galáxia; a Via Láctea. |
| Superaglomerado de Virgem (ou Superaglomerado local) | - z= 0.000 - Comprimento = 33 Mpc (110 milhões de anos-luz)                          | Este contém o grupo local que contém a nossa galáxia, a Via Láctea . Ele também contém o aglomerado de Virgem perto de seu centro. Acredita-se que contêm mais de 47 mil galáxias. Em 2014, foi anunciado Laniakea, subsumido este superaglomerado, que se tornou um componente do novo superaglomerado. Os principais aglomerados de galáxias são: Grupo Local, Grupo do Escultor, Grupo IC 342/Maffei, Grupo M81, Grupo M94, Grupo Centaurus A/M83, Grupo M101, Grupo M51, Grupo Canes II, Grupo M96, Trio do Leão, Aglomerado de Virgem (o maior de todos), Ursa Maior, Aglomerado Fornax, Aglomerado Eridanus, Grupos Leão II, Grupos Virgem II e Grupos Virgem III. |
| Superaglomerado Hidra-Centauro                       |                                                                                      | É composto por dois lobos, às vezes também referidos como superaglomerados, ou às vezes todo o superaglomerado é referido por esses outros dois nomes - Superaglomerado de Hydra - Superaglomerado de Centaurus Em 2014, o recém-anunciado Laniakea incluiu o Superaglomerado Hydra-Centaurus, que se tornou um componente dele. |
| Pavo-Indus                                           |                                                                                      | Em 2014, o recém-anunciado Superaglomerado de Laniakea incluiu o Superaglomerado Pavão-Indus, que se tornou um componente do novo superaglomerado. |
| Superaglomerado do Sul                               |                                                                                      | Inclui o Aglomerado Fornax (S373), Dorado e as nuvens de Eridanus. |
| Saraswati                                            | Distância = 4000 milhões de anos-luz (1.2 Gpc) Comprimento = 652 milhões de anos-luz | O Superaglomerado de Saraswati consiste de 43 grupos de galáxias maciças, tais como Abell 2361, e tem uma massa de cerca de 2 x 10 16, e é visto na constelação de Peixes |
| Fornax                                               |                                                                                      | |

### Próximos
| Superaglomerado de galáxias  | Dados                                                                  | Notas |
| ---------------------------- | ---------------------------------------------------------------------- | --- |
| Perseus-Pisces               |                                                                        | |
| Coma                         |                                                                        | Formas mais do CfA Homunculus, o centro da grande muralha cfa2 galáxia filamento |
| Sculptor Muralha do Escultor |                                                                        | SCl 9 |
| Hércules                     |                                                                        | SCl 160 |
| Leo                          |                                                                        | SCl 93 |
| Ophiuchus                    | - 17h 10m -22° {{{2}}}′ - cz=8500–9000 km/s (centro) - 18 Mpc x 26 Mpc | Formando a parede mais distante da Void Ophiuchus, pode estar conectado em um filamento, com o Superaglomerado Pavo-Indus-Telescopium e o Superaglomerado de Hercules . Esse superaglomerado está centrado no aglomerado Ophiuchus, e tem, pelo menos, mais dois aglomerados de galáxias , mais quatro grupos de galáxias, várias galáxias de campo, como membros. |
| Shapley                      | - z=0.046.(650 Mly de distância)                                       | O segundo superaglomerado encontrado, após o Superaglomerado Local. |

### Distantes
| Superaglomerado de galáxias        | Dados                                   | Notas                           |
| ---------------------------------- | --------------------------------------- | ------------------------------- |
| Superaglomerado de Peixes-Baleia   |                                         |                                 |
| Boötes                             |                                         | SCl 138                         |
| Horologium-Reticulum               | z=0.063 (700 Mly) Comprimento = 550 Mly |                                 |
| Superaglomerado de Corona Borealis | z=0.07                                  |                                 |
| Columba                            |                                         |                                 |
| Aquarius                           |                                         |                                 |
| Aquarius B                         |                                         |                                 |
| Aquarius-Capricornus               |                                         |                                 |
| Aquarius-Cetus                     |                                         |                                 |
| Bootes A                           |                                         |                                 |
| Caelum                             | z=0.126 (1.4 Gly) Comprimento = 910 Mly | O maior superaglomerado galáxia |
| Draco                              |                                         |                                 |
| Draco-Ursa Maior                   |                                         |                                 |
| Fornax-Eridanus                    |                                         |                                 |
| Grus                               |                                         |                                 |
| Leo A                              |                                         |                                 |
| Leo-Sextans                        |                                         |                                 |
| Leo-Virgo                          |                                         | SCl 107                         |
| Microscopium                       |                                         | SCl 174                         |
| Pegasus-Pisces                     |                                         | SCl 3                           |
| Perseus-Pisces                     |                                         | SCl 40                          |
| Pisces-Aries                       |                                         |                                 |
| Saraswati                          |                                         |                                 |
| Ursa Majoris                       |                                         |                                 |
| Virgo Coma                         |                                         | SCl 111                         |

### Muito distantes
| Superaglomerado de galáxias     | Dados                    | Notas |
| ------------------------------- | ------------------------ | --- |
| Hyperion proto                  | z=2.45                   | Este superaglomerado, no momento da sua descoberta em 2018, foi o proto-superaglomerado mais antigo e maior encontrado até então. |
| Lynx                            | z=1.27                   | Descoberto em 1999, (como CLG J0848 + 4453 , um nome agora usado para descrever o aglomerado ocidental, com CLG J0849 + 4452 sendo o oriental), que contém, pelo menos, dois aglomerados RXJ 0.848,9 + 4452 (z = 1,26) e RXJ 0848.6+ 4453 (Z = 1,27). No momento da descoberta, tornou-se o superaglomerado conhecido mais distante. Além disso, sete grupos menores de galáxias estão associados com o superaglomerado.                                                                             |
| SCL @ 1338+27 at z=1.1          | z=1.1 Length=70Mpc       | Um superaglomerado rico com vários grupos de galáxias foi descoberto em torno de uma concentração incomum de 23 QSOs at z=1.1 em 2001. O tamanho do complexo de aglomerados pode indicar alí a presença de uma parede de galáxias, em vez de um único superaglomerado. O tamanho descoberto se aproxima do tamanho da Grande Muralha CfA2. No momento da descoberta, era a maior e o mais distante além de z = 0,5                                                                                   |
| SCL @ 1604+43 at z=0.9          | z=0.91                   | Este superaglomerado no momento da sua descoberta foi o maior superaglomerado a ser encontrado tão profundo no espaço, em 2000. Ele consistia de dois aglomerados ricos conhecidos e um aglomerado recém-descoberto como resultado do estudo que o descobriu. Os aglomerados então conhecidos eram Cl 1604+4304 (z=0,897) e Cl 1604+4321 (z=0,924), que tinham 21 e 42 galáxias conhecidas, respetivamente. O aglomerado recém-descoberto estava localizado a a 16 h 04 m 25.7 s , + 43 ° 14 '44,7 " |
| SCL @ 0018+16 at z=0.54 in SA26 | z=0.54                   | Este situa-se em torno de radiogaláxia 54W084C (z = 0,544) e é composto por, pelo menos, três grandes aglomerados, CL 0016 + 16 (z = 0,5455), RX J0018.3 + 1618 (z = 0,5506), RX J0018.8 + 1602. |
| MS 0302+17                      | z=0.42 Comprimento =6Mpc | Este superaglomerado tem pelo menos três aglomerados membros o cluster oriental CL 0303 + 1706 , aglomerado sul MS 0,302 + 1,659 e de cachos norte MS 0302 + 1717. |

## Diagrama
Um diagrama da localização da Terra no universo observável e os superaglomerados vizinhos 